# Gentiana × marcailhouana
Gentiana marcailhouana là một loài thực vật có hoa trong họ Long đởm. Loài này được Rouy mô tả khoa học đầu tiên năm 1890.